# Усадьба Храповицкого в Муромцеве
Уса́дьба «Му́ромцево» — редкая для средней полосы России по архитектурному решению дворянская усадьба, выстроенная по заказу полковника лейб-гвардии Владимира Храповицкого в конце XIX века архитектором Петром Бойцовым. Расположена в посёлке Муромцево Судогодского района Владимирской области, примерно в 3 км от города Судогды, 40 км от Владимира и 200 км от Москвы.
Дворцово-парковый ансамбль, занимающий территорию свыше 40 га, сочетал в себе принципы регулярной и пейзажной планировки в архитектурно-ландшафтном строительстве, а также имевший широкий набор построек, выполненных в едином стиле и предназначенных не только для жилья и отдыха, но и для большой садово-парковой, ремесленно-промышленной и лесохозяйственной деятельности. Всего комплекс насчитывает 72 постройки.
В настоящее время в состав усадьбы входят 20 памятников культурного наследия. Указом Президента Российской Федерации № 176 от 20.02.1995 усадьба «Муромцево» охраняется государством как памятник архитектуры и объект культурного наследия федерального значения.
В настоящее время усадьба «Муромцево» остаётся одним из наиболее проблемных объектов, сохранение которого требует срочных мер. С 2013 года находится в ведении Владимиро-Суздальского музея-заповедника.

## История возведения
Сельцо Муромцево в Судогодском уезде Владимирской губернии с XVII века принадлежало роду Хоненевых, который позднее соединился с родом Храповицких после венчания Екатерины Александровны Хоненевой и Ивана Семёновича Храповицкого (1786—1864), тайного советника, гражданского губернатора Санкт-Петербурга (1829—1835).
От него село перешло к его сыну Семёну, полковнику Лейб-гвардии Гусарского его величества полка. После его смерти и раздела наследства в 1884 году владельцем земель Муромцева с усадьбой стал его сын Владимир Семёнович (1858—1922), ротмистр Лейб-гвардии Гусарского полка.

Вступив в наследство, Владимир Храповицкий нашёл усадьбу не в лучшем состоянии: много неудобий, старый барский дом, запущенный парк, пришедшее в упадок хозяйство. Приняв во внимание, что имение само по себе обладает огромным потенциалом за счёт богатых запасов леса, Храповицкий решился на коренное переустройство Муромцева, начиная с парковой растительности и заканчивая крестьянскими избами. Почва, как он считал, вполне годилась для земледелия, однако главным богатством края были леса, покрывавшие большую часть территории имения. Именно преобладание лесов и определило характер хозяйства. 

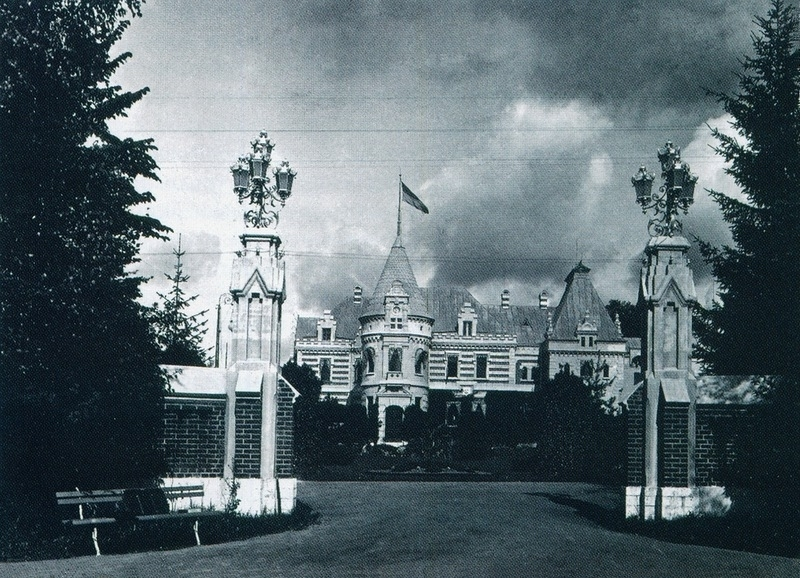
Въезд в усадьбу «Муромцево». Архитектор Пётр Бойцов. В дни приезда хозяина в имение над домом поднимали флаг Храповицких.
Фотография, около 1910 года

Храповицкий решил перестроить усадьбу по своему вкусу и по последней моде. Проект он заказал популярному среди нуворишей архитектору Петру Бойцову, талантливому стилизатору зодчества ушедших эпох, много работавшему в стиле поздней французской готики, Ренессанса и английской готики. Петр Бойцов был эклектиком по убеждению и творческому методу, обладал большой культурой архитектурного рисования и архитектурной детали.
Под строительство замковой усадьбы заказчик выделял чуть более 20 тысяч десятин земли и в средствах архитектора не ограничивал.
В июне 1884 года было начато строительство главного дома — дворца в духе средневековых европейских замков. Первый этап строительства проходил в период с 1884 по 1889 годы. Бойцов построил в Муромцеве в едином стиле главный дом с каскадом прудов перед ним и прилегающими к нему постройками и сооружениями. Первоначально главный дом был двухэтажным.
1884 год — год рождения паркового ансамбля, когда одновременно с закладкой главного дома садовник шереметевского Кускова Карл Энке разбил на возвышении возле дворца регулярный «французский сад» в виде восьмилучевой звезды, взятой в квадрат аллей.
О масштабах предпринимательской деятельности Храповицкого говорит то, что в 1889—1895 годах по проекту Бойцова близ имения Храповицкого были построены: деревянное здание железнодорожной станции Храповицкая 1 и 2 (отдельно была уложена железнодорожная ветка длиной 41 км от Муромцева до станции Волосатая Муромской железной дороги, дом станционного смотрителя, станционный лабаз, здание почты с телеграфом, школа, магазин и баня.
Одновременно со строительными начались работы по созданию садового ландшафта, для проведения которых были приглашены крупнейшие специалисты того времени — известные садовые мастера Карл Энке, Эдуард Регель, Георг Куфальдт, лесоводы Карл Тюрмер и зять Храповицкого Павел Герле.
С разрешения Владимирской епархии в течение четырёх лет недалеко от главного дома была выстроена усадебная церковь с одним престолом во имя мученицы царицы Александры, освящённая в 1899 году в день памяти равноапостольного князя Владимира (15 июля по старому стилю). При строительстве церкви, спроектированной в неорусском стиле, долго копившееся недовольство друг другом наконец привело к разрыву между заказчиком и архитектором.
В 1906 году к главному зданию усадьбы было пристроено правое крыло с высокой башней (автор проекта неизвестен).

## Архитектурные и стилевые особенности

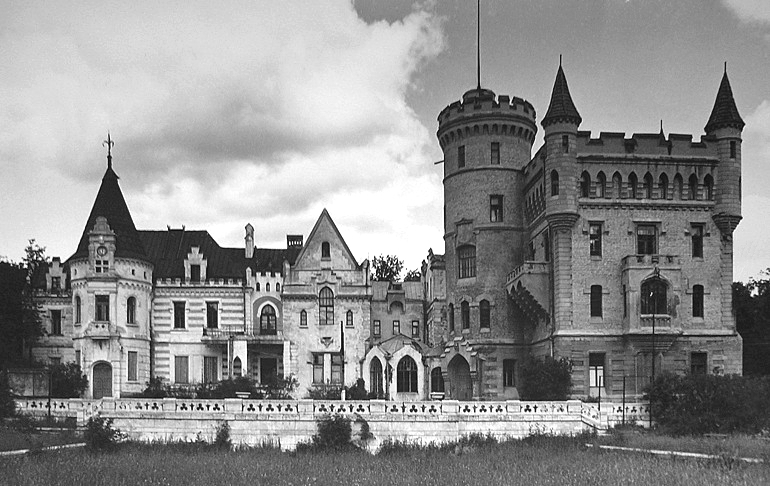
Общий вид замка в Муромцеве. Двухэтажная часть замка во французском стиле спроектирована архитектором Петром Бойцовым в 1880-х годах, четырёхэтажная «в английском вкусе» — неизвестным автором позднее. Фотография, 1970-е годы

Усадьба представляет собой один из многочисленных эклектических «замков» России XIX века, построенных на романтическом прочтении европейского Средневековья. Среди многочисленных аналогов — замок Попова, Шереметевский замок, дворец Понизовкиных в Красном Профинтерне, Дворец принцессы Ольденбургской, Майендорф. Главный господский дом (дворец) был расположен в центре усадьбы и представлял собой асимметричную относительно центральной оси осмотра архитектурную композицию, состоящую из двух отличных друг от друга формообразующих и разновременных построек (1884—1889, 1906).
Западная часть здания — двухэтажная постройка с одной трёхъярусной и другой, примыкавшей к зданию с юго-запада, круглой башнями. Круглая башня венчает также фасад южного четырёхэтажного крыла замка, пристроенного в 1906 году. Планировка помещений дворца была решена с помощью анфилад различной этажности. Во дворце находилось более 80 различных помещений, гостиных и жилых комнат. Проект был реализован с учётом всех нововведений: электрическое освещение построек и парка от автономного локомобиля, центральное отопление, водопровод от парового насоса и двух водонапорных башен, канализация, телефон в комнатах, собственная телеграфная станция.
Муромцевский дворец выполнял роль связующего элемента для всех остальных построек усадьбы, построенных в 1884—1889 годах. Перед главным домом был устроен каскад прудов, конный двор, охотничий домик, не сохранившийся ныне дом управляющего, скотный двор, каретник, деревянные музыкальный и лодочный павильоны, пристань на пруду, водонапорная башня. На территории усадьбы размещались церковь в русском стиле, получившем распространение в архитектуре церквей с начала 1870-х годов, многочисленные служебные постройки, театр, представляющий собой миниатюрную копию Мариинского театра, музыкальная школа для одарённых детей-сирот.

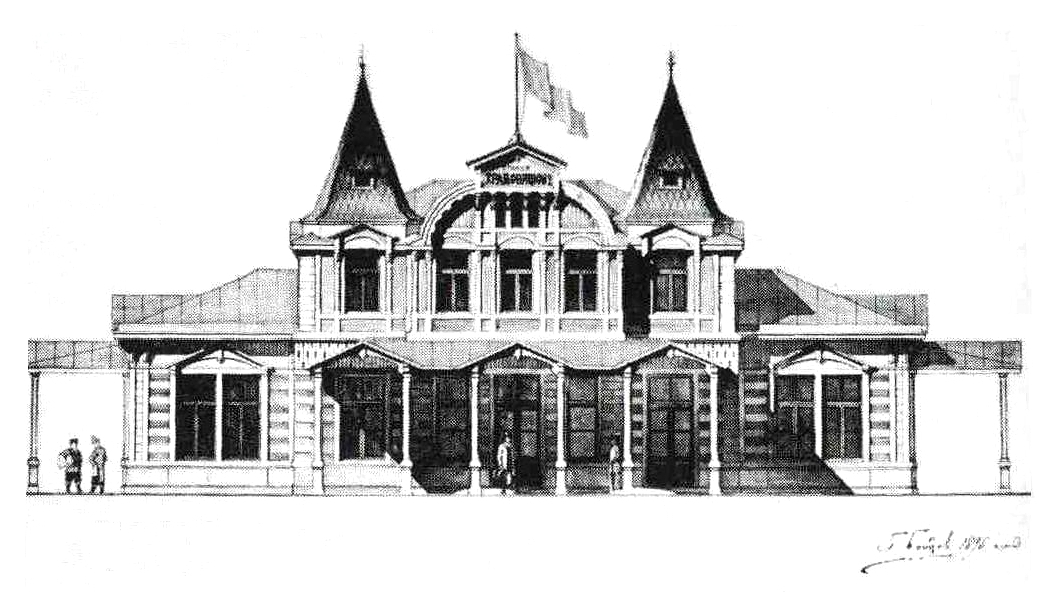
Нереализованный проект вокзала на станции Муромцево. Архитектор — Пётр Бойцов. 1896

Все усадебные постройки размещались на территории огромного парка с дендрарием и питомником площадью свыше 40 га — здесь росли сотни редких и экзотических пород деревьев: пихта бальзамическая, кипарис, сосна Банкса, орех серый и многие другие. Парк состоял из трёх частей: итальянской (водные каскады на террасах и водные партеры), французской (фонтаны, оранжереи и площадки для игр) и английской (аллеи, поляны и пруды — была пристроена в 1910 году).
Въезд на территорию парка со стороны Муромцева и со стороны дороги от железнодорожной станции были объединены одной аллеей, ведшей ко дворцу. Здесь располагались площадки для спортивных игр; плавно изогнутые аллеи, украшенные скульптурами мастерской Козлова; просторные поляны с живописными группами деревьев и даже искусственные ручьи. Вдоль дорожек стояли электрические светильники, сделанные на заводах Сергея Мальцова, и венская садовая мебель из гнутой древесины, скамейки и кресла от фирмы «Братья Тонет», что значительно преобразило вид парка. Пруды, освещённые разноцветными электрическими лампами, фонтаны и каскады в окружении экзотической растительности усиливали впечатление роскоши и великолепия усадьбы.
В ансамбль усадьбы входил большой фруктовый сад, в котором насчитывалось несколько сотен плодовых деревьев и ягодных кустарников, две теплицы, две оранжереи, ряд парников. При въезде в усадьбу и перед дворцом были разбиты цветники причудливой формы и клумбы, которыми славилась усадьба.
В конюшнях Храповицкого находились лучшие скакуны (до 30 голов) известных коннозаводчиков Петрова-Соколова, Головнина, Шереметева; численность стада крупного рогатого скота переваливало за сотню. Огромный двор предназначался для разведения птицы, любительницей которой была хозяйка. За разведение гусей китайской породы Храповицким была присуждена серебряная медаль министерства земледелия. Каретный двор был рассчитан на большое число гостей, а также для конных экипажей, дрожек, колясок и саней самого Храповицкого, которые он заказывал только у Петтерсона.

## Интерьер
Помещения отличались роскошной отделкой: полы из наборного паркета, расписные и резные деревянные потолки, стены и двери из полированного дерева. Роспись потолка в аванзале, декоративная живопись в гостиной и столовой были выполнены московским художником чешского происхождения Августом Томашки. Во дворце Храповицкого было более 80 комнат, и каждая из них, как и в Петергофе, была отделана по-особому. Были комнаты зеркальная, янтарная, малахитовая, голубая, розовая и т. д. Комнаты замка освещались электрическими лампами в золочёных светильниках византийского стиля от Берто, в доме были устроены мраморные камины, туалетные комнаты с ваннами и бассейном из мастерской братьев Ботта. Настоящим украшением была большая коллекция картин, ковров, гобеленов, старинного оружия и рыцарских доспехов.
Все предметы декора заказывались исключительно у столичных мастеров и поставщиков Двора. Мрамор для лестниц Храповицкий заказывал у Губонина, мебель — у Шмита, придворного фабриканта, обойщика и декоратора, тестя архитектора Бойцова. Помимо мебели, дом украшали изящные безделушки: скульптуры Ботта, оружие, севрские вазы, фарфор, зеркала, бронза — от царского поставщика Ивана Эберта, столовое серебро — от Карла Фаберже.
Внутреннее убранство усадебной церкви было столь же роскошно, как и во дворце: серебро — от Фаберже, канделябры, крест и утварь — от дома Соколова. Мастерская Медведева изготовила иконостас с иконами работы школы Васнецова, настенную роспись выполнил художник Август Томашки.

## Дальнейшая история и современное состояние

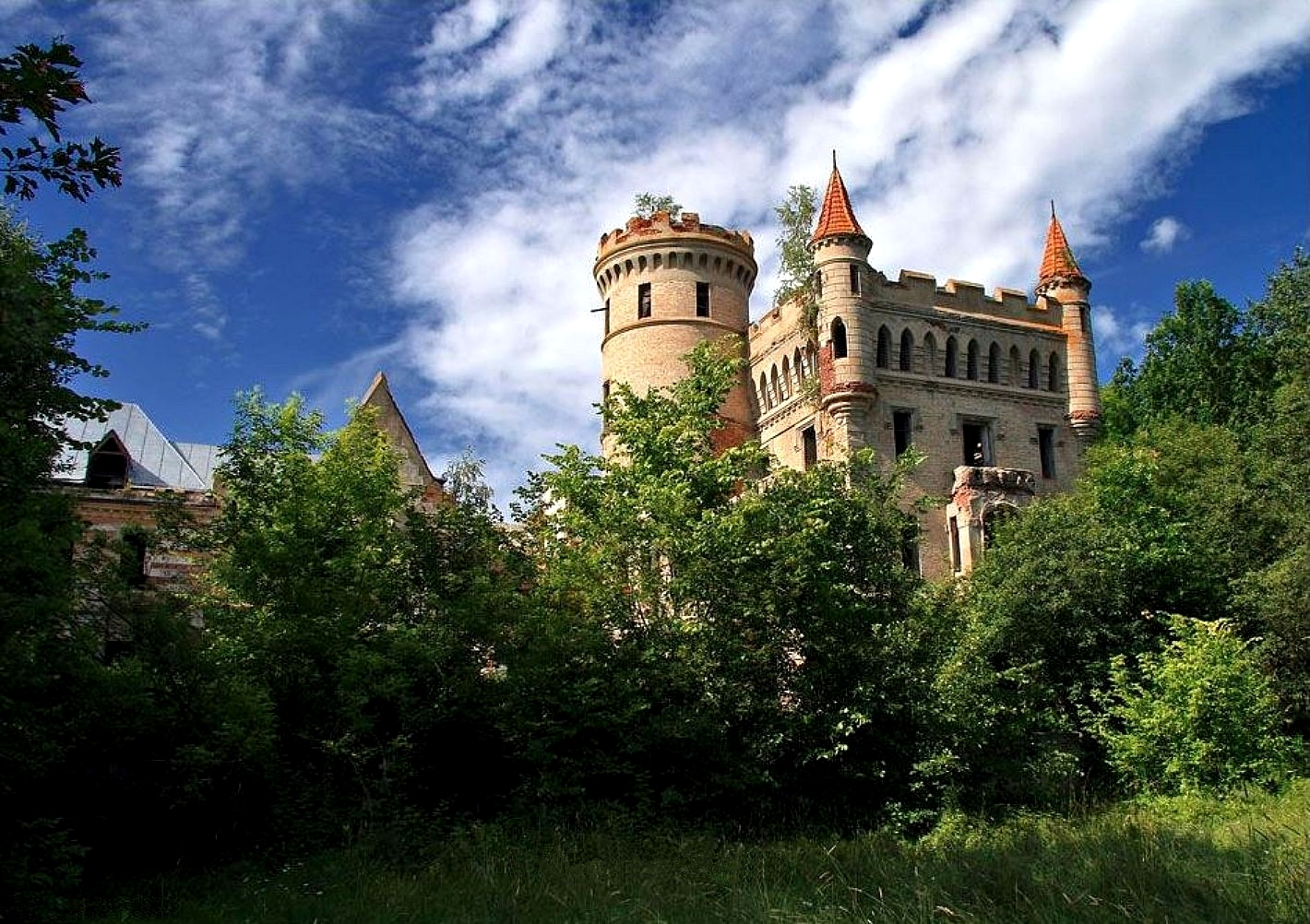
Часть замка усадьбы «Муромцево»

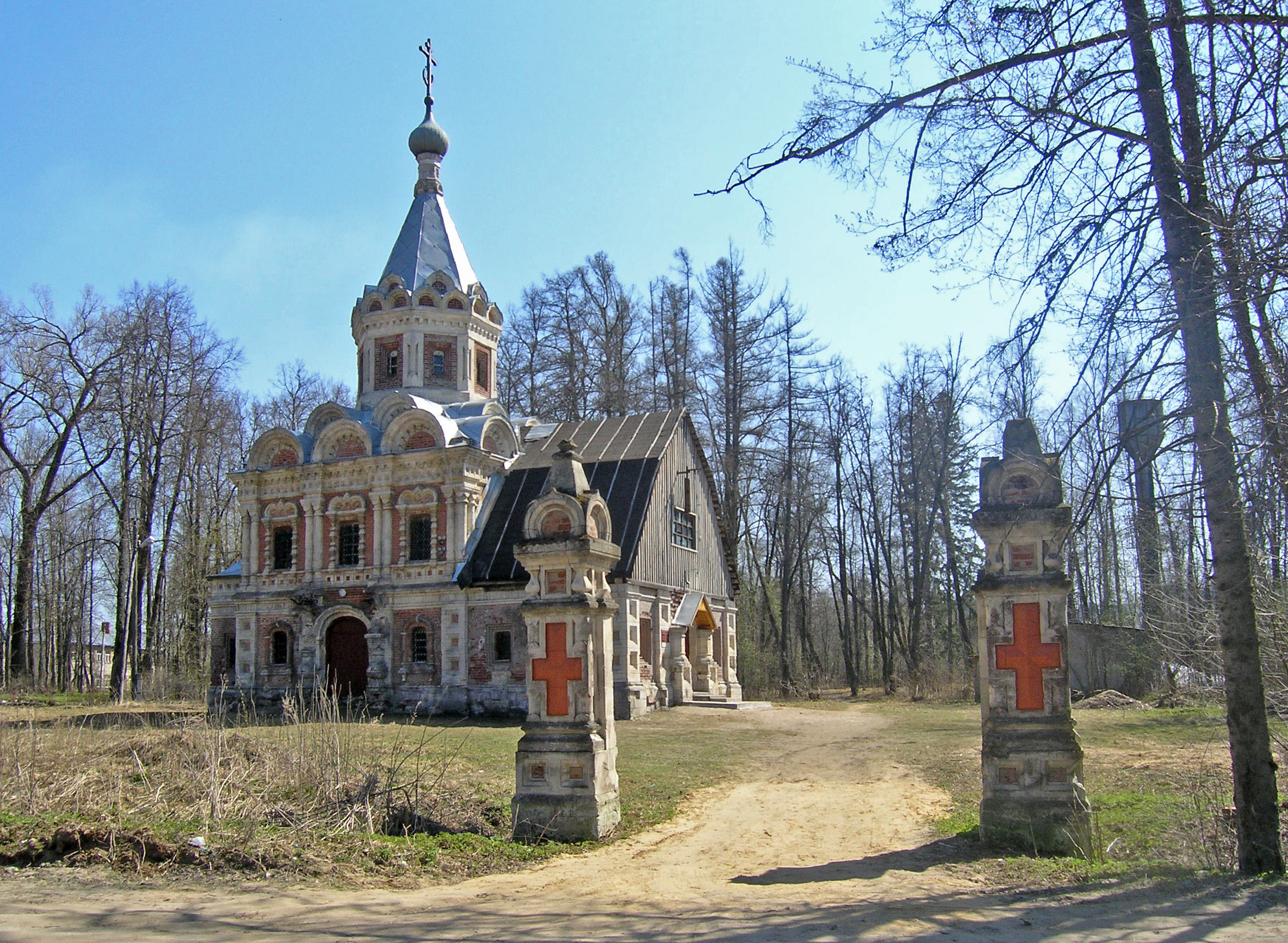
Церковь мученицы царицы Александры

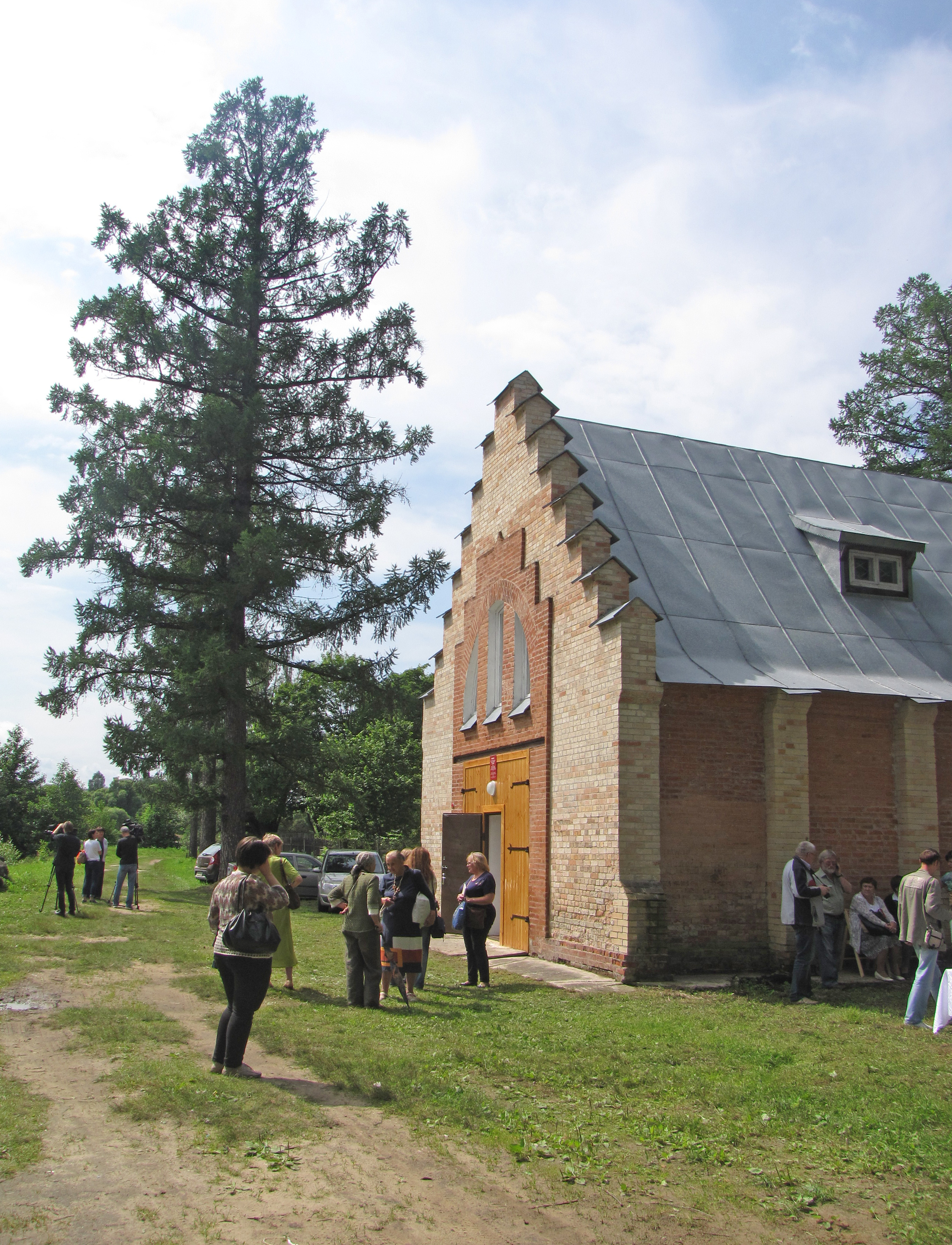
Лодочный павильон

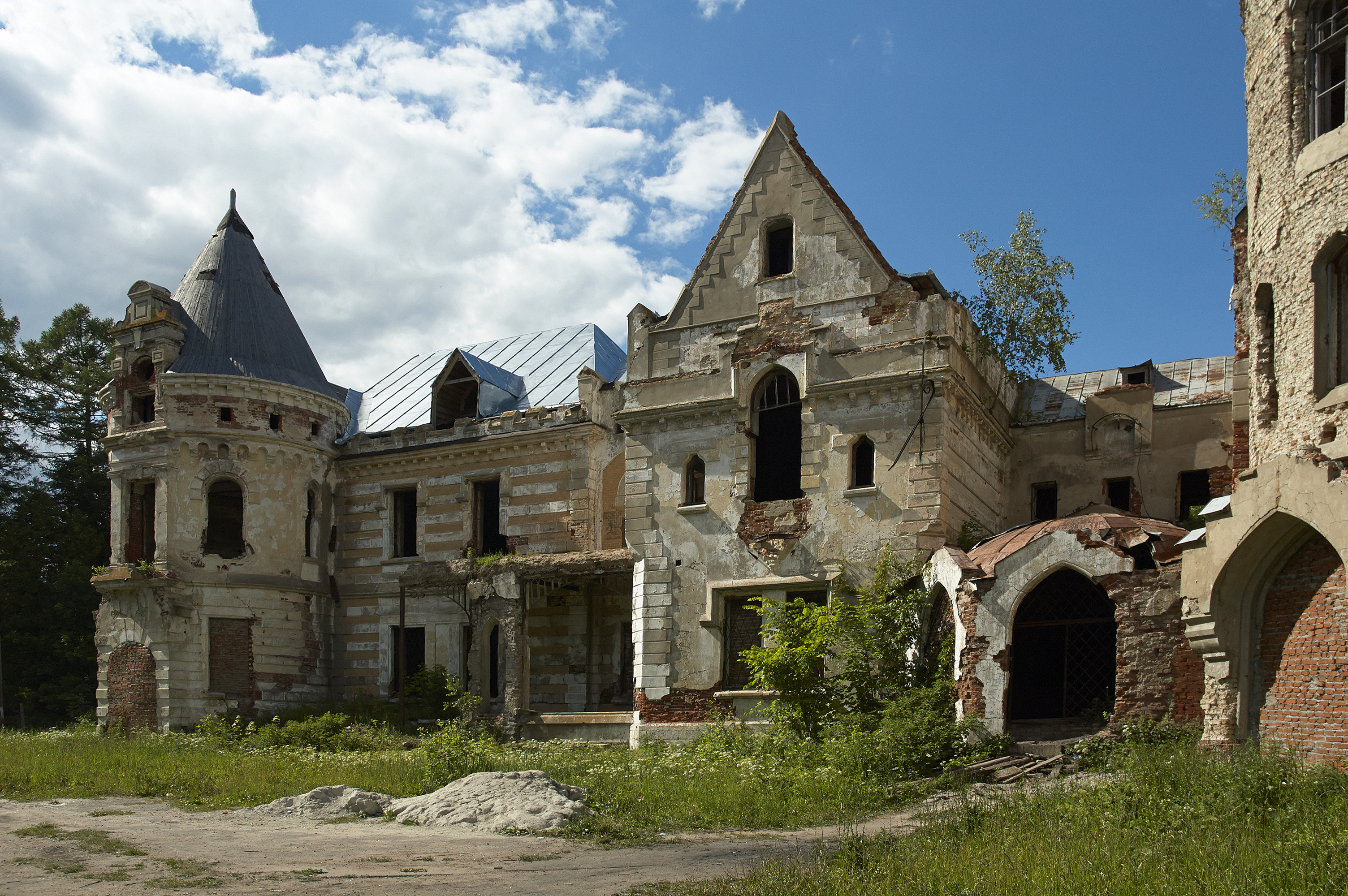
Общий вид усадьбы. 2006 год.

После революции 1917 года Храповицкий, желая сохранить материальные ценности имения и избежать участи сотен русских усадеб, подвергшихся разграблению и уничтожению в годы лихолетья, произвёл полную опись имущества и добровольно передал его государству. Уезжая, он написал очерк о своём имении, которое завершил словами:

Вот таковым было моё поместье в сельце Муромцево, которое я и мои сподвижники — Тюрмер, Воронов, Герле, крестьяне и жители Муромцева и окрестных деревень — всячески благоустраивали и облагораживали в надежде, что оно украсит собой уезд, а стало быть, и всю Россию, и тем самым послужит её славе и процветанию во благо будущего Отечества.
Я смею надеяться, что это удалось мне, а потомки сохранят и умножат начатое русским дворянином Владимиром Храповицким. И уходя, я хочу сказать вам, как, пожалуй, одни лишь русские говорят, расставаясь:
— ПРОЩАЙТЕ!

В 1918 году имение было национализировано. В этом же году вышло «Положение о заведовании и управлении имениями, имеющими общегосударственное значение и принятыми на учёт губернскими комиссариатами земледелия».
В 1920 году из муромцевской усадьбы в губернский исторический музей был вывезен целый вагон ценностей, около 300 пудов. Часть произведений живописи и графики из коллекции Храповицкого в течение 1918, 1921, 1924 и вплоть до 1927 года поступало в фонды Владимиро-Суздальского музея-заповедника, часть обстановки дворца и театра оказалась во Владимире, Гусь-Хрустальном, в различных учреждениях Судогды.
После отъезда Храповицких в эмиграцию во Францию (по косвенным данным — в 1921 году), усадьба подверглась расхищению и осквернению. В 1921 году в здании дворца был основан лесной институт, преобразованный вскоре в лесной техникум с агрономическим и лесохозяйственным отделениями. Последующее расширение посёлка Муромцево привело к сокращению площади парка в 5 раз, с 40 до почти 8 га.
Пожар 1959 года уничтожил одно из самых красивых зданий — усадебный театр — центр культурной жизни всей округи.
В течение 56 лет, пока лесхозтехникум располагался во дворце, имение продолжали расхищать и перестраивать. В 1970-х годах готовилась реконструкция замка. Были подготовлены чертежи и инженерные документы. Но проект не был осуществлён.
Переезд техникума в 1977 году в новое здание решил судьбу главного усадебного дома и прилегающих построек, они оказались фактически бесхозными и брошенными на разграбление, стали ветшать и постепенно разрушаться. Два пожара в замке привели к тому, что от внутреннего убранства ничего не осталось.
В 1992 году церковь царицы Александры была передана в безвозмездное пользование Владимирской епархии Русской православной церкви.
Несмотря на то, что о усадьбе регулярно писали в СМИ, постройки усадьбы пребывали в полузаброшенном состоянии и медленно разрушались. Перспективы комплекса по части восстановления были очень неопределённы.
22 февраля 2012 года инициативная группа граждан обратилась к кандидату в президенты Российской Федерации с просьбой изменить статус усадьбы Муромцево и других знаменитых усадеб России с целью их восстановления.
22 октября 2013 года в Министерстве культуры России Владимиро-Суздальский музей-заповедник (ВСМЗ) устроил презентацию проекта реставрации и музеефикации усадьбы Храповицкого в Муромцеве. В 35-минутном докладе генеральный директор ВСМЗ Мельникова обосновала необходимость срочного вмешательства в судьбу погибающего памятника, возможность использования уникального культурного объекта в рамках культурно-познавательного туризма.
14 ноября 2013 года Министерство культуры выразило согласие о возможности закрепления за Владимиро-Суздальским музеем-заповедником на праве оперативного управления ряда объектов усадьбы Храповицкого, находящихся в федеральной собственности. Общая площадь передаваемого музею земельного участка может составить около 23 га.
23 ноября 2013 года гражданские активисты, обеспокоенные разграблением и засорением руин усадьбы, провели масштабный субботник, однако новый мусор вокруг зданий конюшни и скотного двора стал опять появляться, и даже в ещё больших количествах. Отмечалось, что продолжается беспрепятственный проезд автомобилей через парковую зону усадебного комплекса, что облегчает «работу» мародёрам и доступ вандалам.
В мае 2014 года усадьба была передана в оперативное управление ВСМЗ. К тому времени были найдены чертежи 1970-х годов. Начато создание Судогодского филиала ВСМЗ. Усадьбу обследовали инженеры и археологи, после этого началось составление проекта реконструкции.
8 сентября 2014 года перед замком состоялся бесплатный концерт оркестра «Виртуозы Москвы» под управлением Владимира Спивакова. По состоянию на 2015 год главное здание обнесено забором, установлена система видеонаблюдения.
В декабре 2014 года ВСМЗ издал первый выпуск научно-популярного альманаха «Муромцево. Между минувшим и грядущим», провёл первые научные Муромцевские чтения.
На состоявшемся с 11 по 15 июня 2015 года в Центральном выставочном зале «Манеж» 17-м Международном фестивале музеев «Интермузей-2015» ВСМЗ выступил с проектом «Узнать, чтобы возродить», посвящённым усадьбе Храповицкого в Муромцеве, в рамках которого был представлен незадолго до того изготовленный макет восстановленного имения.
10 июля 2015 года состоялось официальное открытие первой музейной выставки «Усадьба Муромцево: между минувшим и грядущим», которая расположилась в отреставрированном здании лодочного павильона на берегу Барских прудов. В домике разместили несколько стендов, рассказывающих о жизни хозяев имения и о том, что было здесь построено. Главным экспонатом выставки стал макет усадьбы, какой её создал Владимир Храповицкий (автор макета — владимирский архитектор А. С. Солодов). Генеральный директор ВСМЗ Светлана Мельникова отметила:

Перед вами Муромцево такое, каким оно, наверное, уже никогда не будет. Потому что очень много территории застроено. Некоторые объекты, например, театр, утеряны безвозвратно, его вы больше не сможете увидеть. Сейчас же рождается концепция музея Муромцево, и в эту концепцию войдут предложения не только по реставрации, но и по реконструкции объектов. Идёт очень сложный процесс. В октябре должен быть готов проект, и тогда мы узнаем, как это будет выглядеть, и сколько это стоит.
15 декабря 2018 года на заседании Совета по культуре и искусству, которое провёл Президент России Владимир Путин, Светлана Мельникова особо отметила судьбу усадьбы Храповицкого:

Воссоздание и музеефикация усадьбы, прославившей некогда Владимирскую землю, будет иметь огромное значение для восстановления исторической памяти. Возрождая усадьбу, мы заботимся о создании в Судогодском районе современной туристической инфраструктуры, создаем новые рабочие места для местным жителей, формируем поток туристов, привлекаем капитал… Это — реальная возможность вдохнуть новую жизнь в регион и доказать свой патриотизм поступками.
Храповицкие разделили судьбу интеллектуальной и культурной элиты России после революции. История этой семьи будет очень актуальна в 2020, когда наша страна отметит столетие «русского исхода». По моему убеждению, возрожденное «Муромцево» может стать началом, точкой собирания русского мира.
Решая вопрос возрождения усадьбы, музей-заповедник вернется к составленной в 2015 году «Концепции сохранения и приспособления к современному использованию имения предводителя владимирского дворянства В. С. Храповицкого в Муромцеве». Напомню, что по заказу музея-заповедника это делал Федеральное государственной унитарное предприятие «Центральные научно-реставрационные проектные мастерские» Министерства культуры Российской Федерации (директор — Фатин Вячеслав Николаевич). Работа коллектива проектировщиков (около 30 человек) дала конкретные результаты, изложенные в 14 томах проектной документации

В июне 2019 года в здании бывшего Хозяйственного двора открылся визит-центр, где можно будет на месте заказать экскурсию и узнать о других объектах и мероприятиях Владимиро-Суздальского музея-заповедника.